# El atroz redentor Lazarus Morell
«El atroz redentor Lazarus Morell» es un cuento escrito entre 1933 y 1934 por Jorge Luis Borges recogido en su libro Historia universal de la infamia (1935). En el prólogo a la primera edición, el autor afirma que aquellos «ejercicios de prosa narrativa [...] derivan de mis relecturas de Stevenson y Chesterton y aun de los primeros films de von Sternberg y tal vez de cierta biografía de Evaristo Carriego». La historia de Lazarus Morell tiene como protagonista a John A. Murrell, bandido que operaba en las inmediaciones del río Missisipi en la primera mitad del siglo diecinueve. 

## Trama
La historia comienza recordando la petición de Bartolomé de las Casas al emperador Carlos V en favor de reemplazar a los nativos de las colonias españolas por esclavos africanos. Borges comenta que, entre los «infinitos hechos», de esta «... curiosa variación de un filántropo», también pueden mencionarse las fechorías de Lazarus Morell, falso predicador, ladrón de caballos y asesino quien en sus días de esplendor prometería la liberación a los esclavos negros para después revenderlos o matarlos. Algunos comentaristas sostienen que la relación entre un acontecimiento tan lejano, como la búsqueda del bien de los indígenas por fray Bartolomé de las Casas, y las andanzas de Morell, es una ironía que evidencia el fracaso de ambos, a pesar de que sus objetivos y métodos fueran tan distintos.